# Швиц
Швиц (фр. Schwytz, итал. Svitto) је град у средишњој Швајцарској. Швиц је главни град истоименог кантона Швиц, као и његово највеће насеље.
Швиц је град који је неодвојиво везан за историју и битисање саме Швајцарске. У граду се чува повеља из 1291. године којој је основана Швајцарска конфедерација. Такође, име Швајцарске потиче од Кантон Швица (Schwyz), који је био један од оснивачких кантона.

## Природне одлике
Швиц се налази у средишњем делу Швајцарске. Од најближег већег града, Цириха град је удаљен 60 км јужно.
Рељеф: Швиц се налази у омањој долини уз Фирвалдштетско језеро, на преко 500 метара надморске висине. Западно и источно од града издижу се планине из ланца Алпа.
Клима: Клима у Швицу је умерено континентална.
Воде: Кроз Швиц не протиче ниједан значајнији водоток, али је веома близу града Фирвалдштетско језеро.

## Историја
Подручје Швица је било насељено још у време праисторије и Старог Рима, али није имало велики значај.
Швиц се први пут помиње 972. године. Насеље је убрзо ојачало и проширило утицај на околно подручје, стварајући малу средњовековну државицу. Она је са још неколико сличних државица образовала 1291. г. Швајцарску конфедерацију.
После средњег века средиште историјских догађања се преместило у веће кантоне и градове. У 19. веку је започет снажан развој града и његовог подручја, што траје до дан-данас.

## Становништво
2008. године Швиц је имао преко 14.000 становника, што је дупло више него пре једног века. Од тога 15,6% су страни држављани.
Језик: Швајцарски Немци чине традиционално становништво града и немачки језик је званични у граду и кантону. Међутим, градско становништво је током протеклих неколико деценија постало веома шаролико, па се на улицама Швица чују бројни други језици. Тако данас немачки језик матерњи за 90,1% становништва, а најзначајнији мањински језици су српскохрватски (2,7%) и италијански језик (2,0%).
Вероисповест: Месни Немци су од давнина римокатолици. Међутим, последњих деценија у граду се знатно повећао удео других вера. Данашњи верски састав града је: римокатолици 81,6%, протестанти 5,4%, а потом следе атеисти, муслимани, православци.

## Галерија слика
- Атмосфера у старом Швицу
- Зграда конфедерације
- Стари део града
- Градски колегијум